# なな姉
なな姉（ななねえ、本名: 池七海1994年7月3日 - ）は、高知県在住のYouTuber、ゲーム実況者、ストリーマー、MCである。

## 来歴
高校3年生の卒業間際に友人宅で戦闘ゲームに誘われたことを機にゲームと出会い、家庭用ゲーム機「PlayStation 3」を使ってゲームを楽しんでいた。2014年から「なな姉」として主に実況プレイを行うYouTuberとしての活動を始めた。2018年からは、協会の発足時からの高知県eスポーツ協会の広報担当を務め、2021年6月からは県の協会が運営する高知市のeスポーツ専門店「シープリーズ高知店」に勤務している。一般社団法人高知県eスポーツ協会広報担当、テレビ高知主催のテレビ番組『これはスポーツです。～今日もゲーム実況ちゅう～』でMCを務めている。CORSAIR JAPANからスポンサードされている。2021年10月25日にKILLER ANGELのApex Legends部門に所属。2023年9月、祖父母より農業を継ぐ。

## 略歴
- 2019年
  - 2月　一般社団法人高知県eスポーツ協会　広報担当就任
  - 3月　第1回高知eスポーツチャリティーカップ～私たちは地球のために戦う　MC
    - 4月　ぷよぷよ 四国大会　MC

  - 7月　ほっとこうち「私のカチ飯」掲載
  - 8月31日、9月1日　「第五回土佐風土祭り」に参加[7]
  - 10月　KUTV　e-スポーツ番組「これはスポーツです～今日もゲーム実況ちゅう」　MC
- 2020年
  - 3月　CORSAIR　個人スポンサード　契約
  - 8月　LEVEL∞×JUPITER　VALORANTオンラインイベント　参加
  - 9月　CoD:MWライブ配信イベント参加
  - 10月　第1回四万十e-sports大会ストリートファイターV AE ゲスト出演
  - 12月　JUPITER ONLINE BATTLE#3　ゲストとして参加
- 2021年
  - 1月9日～16日　高知アイスとコラボしパフェを販売[8]
  - 7月　高知新聞「ただ今修行中」掲載
  - 10月25日　KILLER ANGEL　Apex Legends部門に所属[9][10][11]
  - 10月31日　高知でeスポーツ大会　ゲスト[12]
- 2022年
  - 3月7日　新eスポーツ施設「RED° TOKYO TOWER」オープンに先駆けて内覧会に参加[13]
- 2023年
  - 9月10日　祖父母から農業を継ぎ農業を始める

## 出演

### テレビ番組
- 『これはスポーツです。～今日もゲーム実況中～』（番組MC）[2]